# ラペルーズ級非防護巡洋艦
| ラペルーズ級巡洋艦                     | ラペルーズ級巡洋艦                                                             |
| -------------------------------------- | ------------------------------------------------------------------------------ |
| 「ラペルーズ」の模型                   |                                                                                |
| 艦級概観                               |                                                                                |
| 艦種                                   | 巡洋艦                                                                         |
| 艦名                                   |                                                                                |
| 前級                                   | トゥールヴィル                                                                 |
| 次級                                   | ヴィラール級                                                                   |
| 性能諸元（データはネームシップのもの） |                                                                                |
| 排水量                                 | 常備：2,240トン                                                                |
| 全長                                   | 81.92m                                                                         |
| 水線長                                 | 80.0m                                                                          |
| 全幅                                   | 11.38m                                                                         |
| 吃水                                   | 5.66～5.87m                                                                    |
| 機関                                   | 形式不明石炭専焼円缶6基 +横置型コンパウンド・レシプロ機関2基2軸                |
| 最大出力                               | 2,750hp                                                                        |
| 最大速力                               | 15.0ノット                                                                     |
| 航続距離                               | -ノット/-海里                                                                  |
| 燃料                                   | 石炭：300トン                                                                  |
| 乗員                                   | 264名                                                                          |
| 兵装                                   | Model 1870 14cm（30口径）単装砲15基 オチキス 3.7cm（23口径）5連装回転式機砲8基 |

ラペルーズ級巡洋艦 (Laperouse classe) はフランスが建造した鉄骨木皮構造の機帆走巡洋艦である。フランス海軍での類別は二等巡洋艦。

## 概要
本級は1872年から続く植民地警備用の小型巡洋艦の流れをくむ物で、1875年からの二等巡洋艦2クラス8隻整備の第一グループとして造船士官ビエナーム氏の手により設計・建造されたのが本級である。

## 艦形

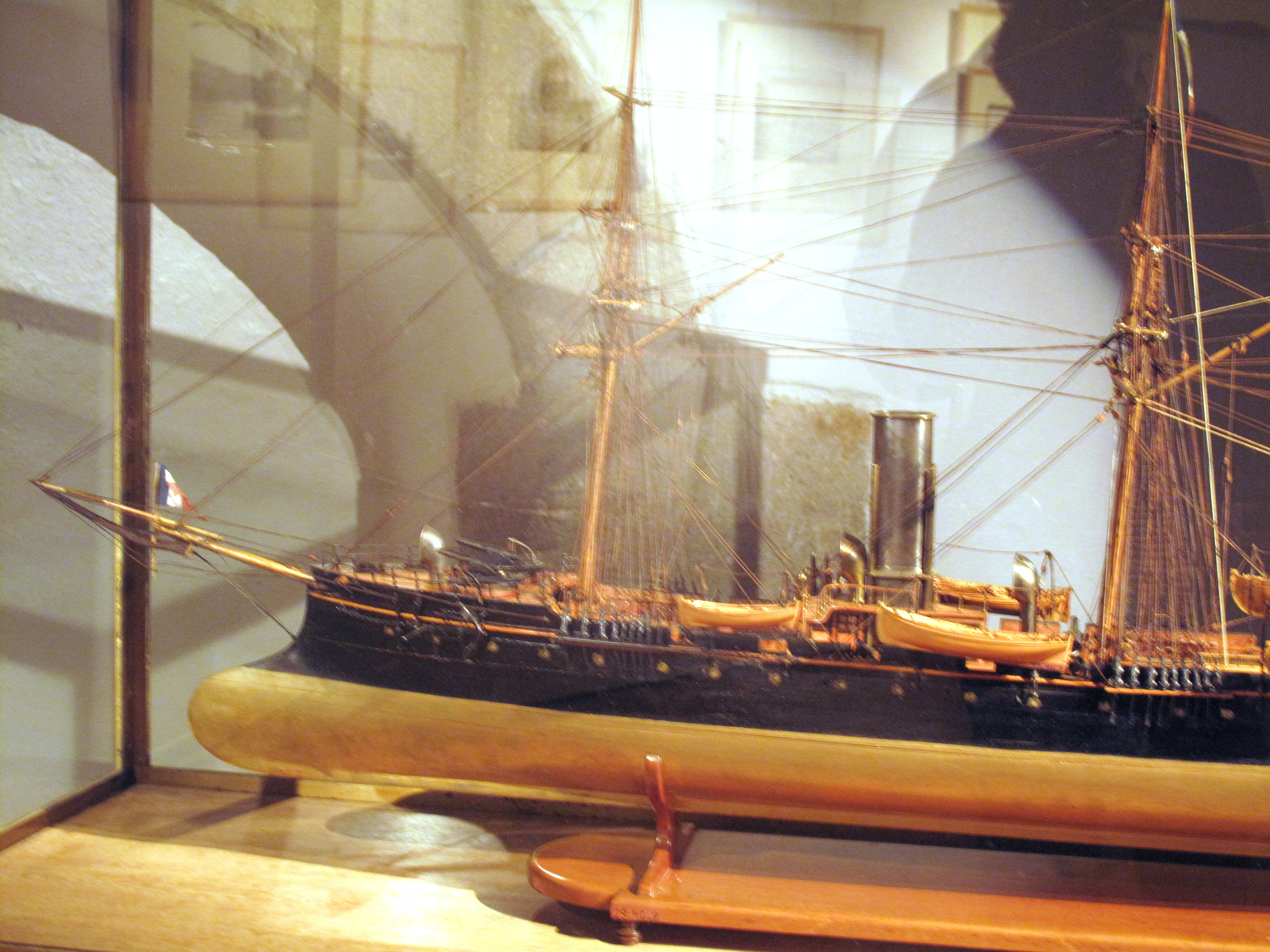
ラペルーズの艦首
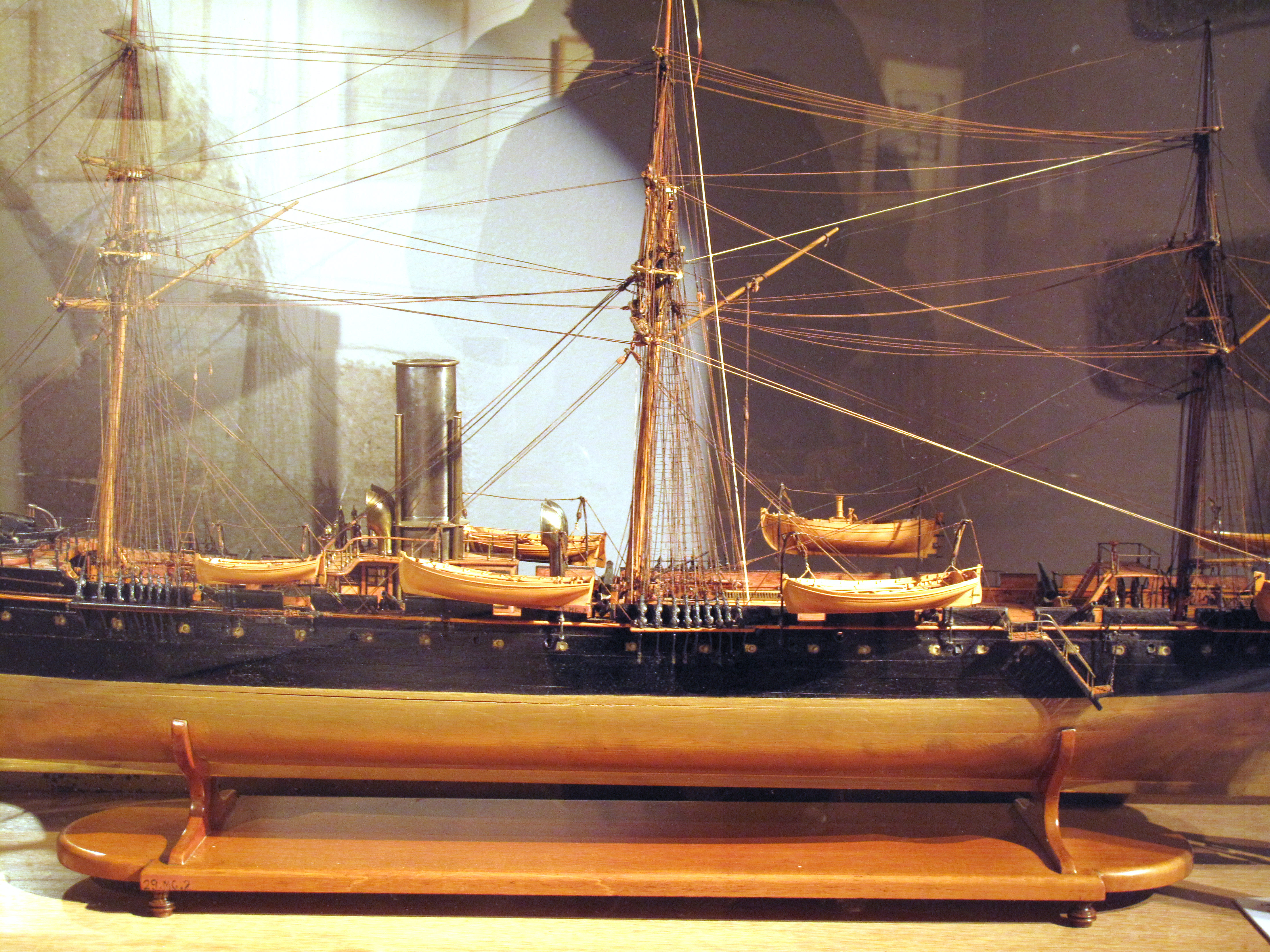
ラペルーズの中央部
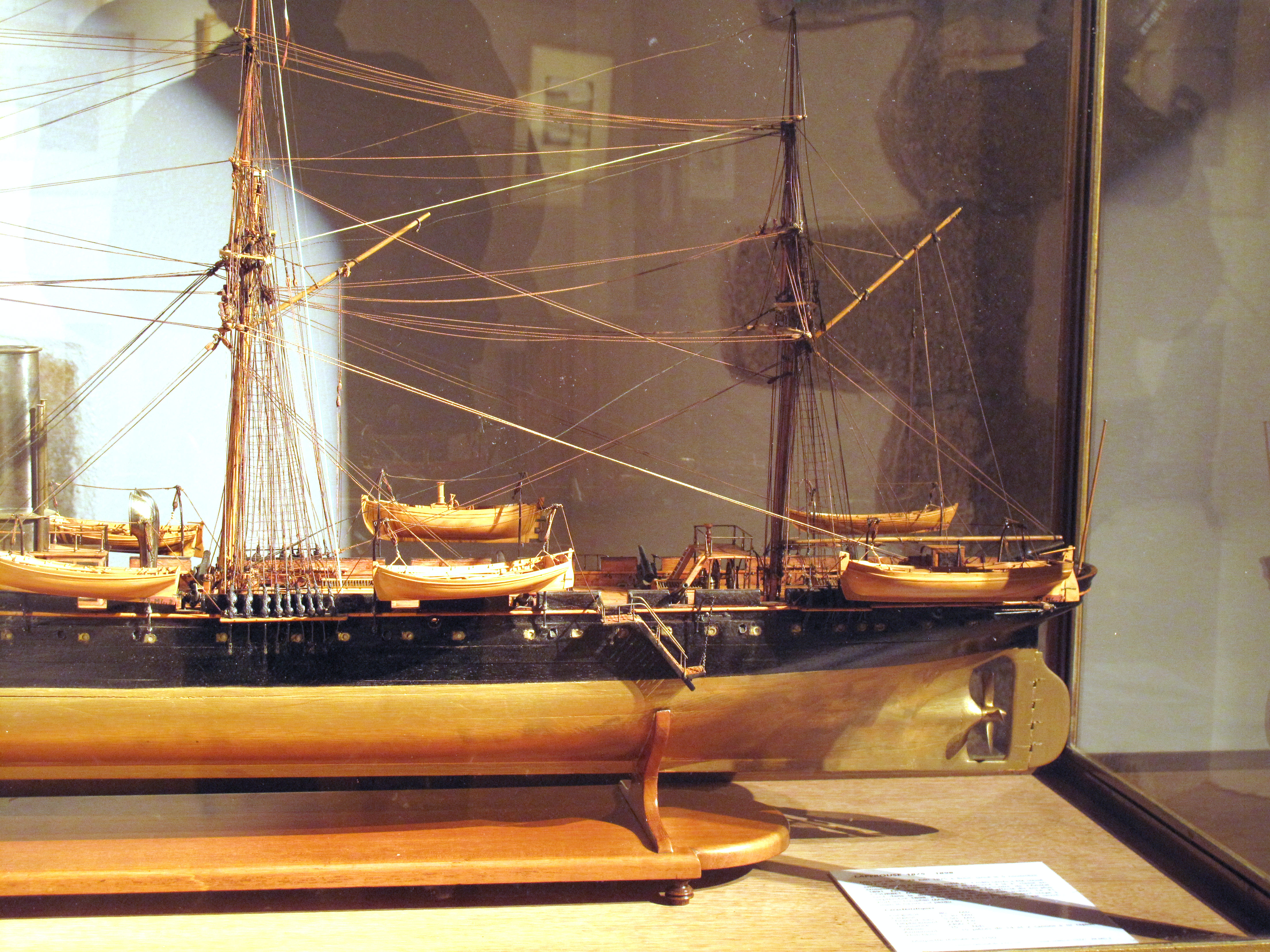
ラペルーズの艦尾

本級の船体形状は当時、フランス海軍が主力艦から軽艦艇に至るまで主に導入していたタンブル・ホーム型船体である。これは、水線部から上の構造を複雑な曲線を用いて引き絞り、船体重量を軽減できる船体方式で、他国では帝政ロシア海軍やドイツ海軍、アメリカ海軍の前弩級戦艦や巡洋艦にも採用された。外見上の特徴として水線下部の艦首・艦尾は著しく突出し、かつ舷側甲板よりも水線部装甲の部分が突出すると言った特徴的な形状をしている。このため、水線下から甲板に上るに従って船体は引き絞られ甲板面積は小さくなっている。これは、備砲の射界を船体で狭められずに広い射界を得られる。

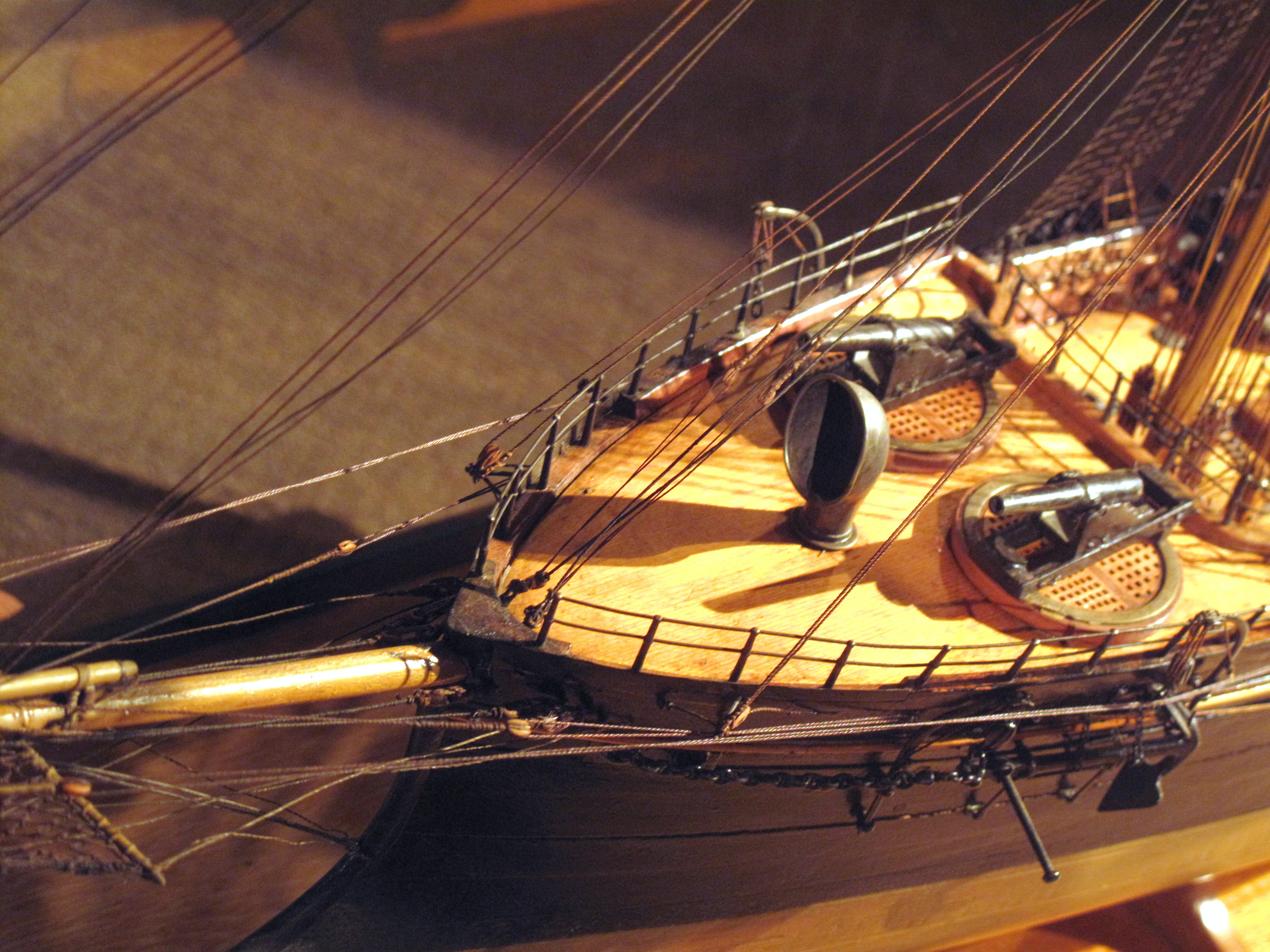
ラペルーズの艦首14cm単装砲2基
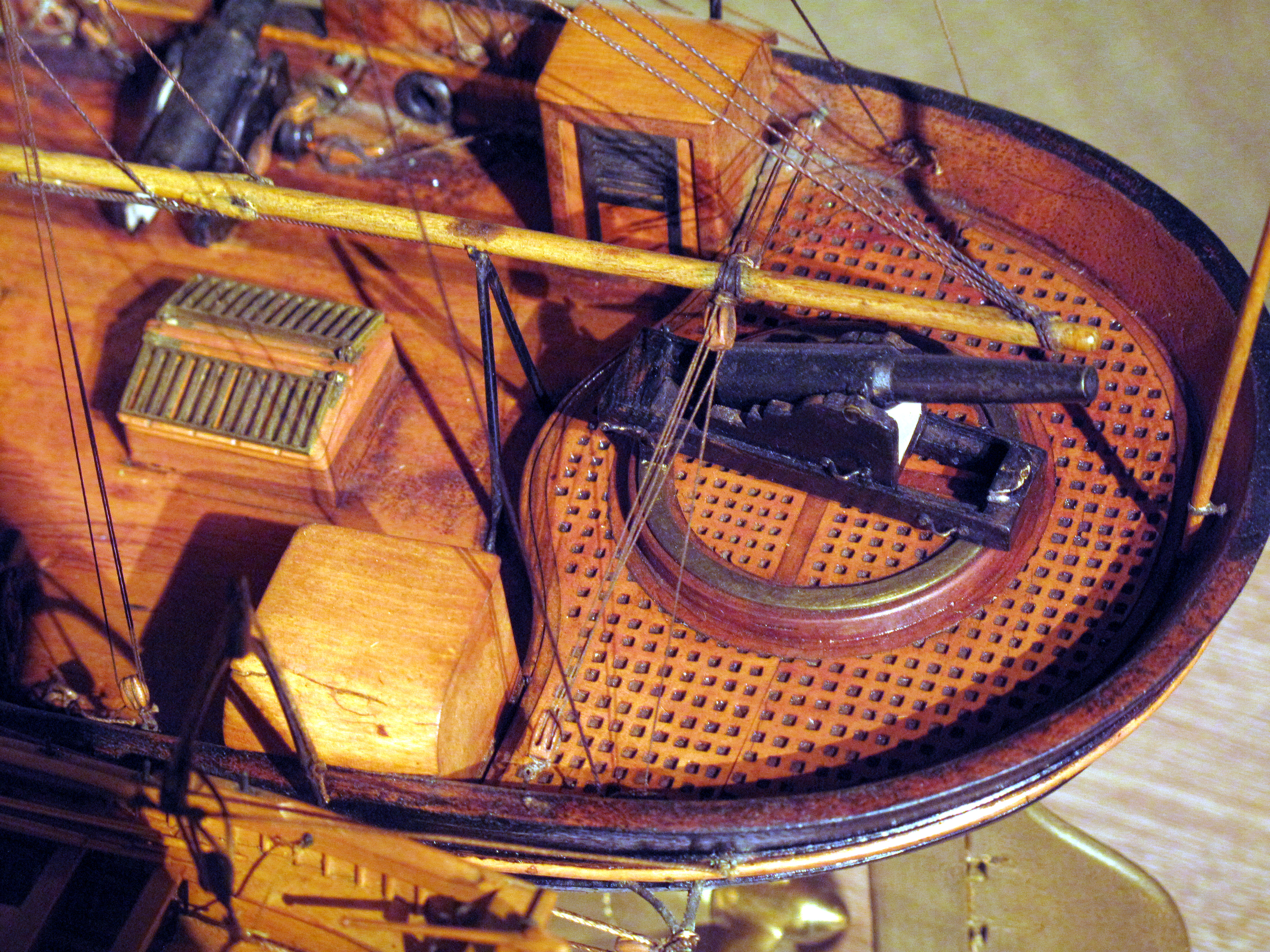
ラペルーズの艦尾14cm単装砲1基

本艦の船体形状は前級と同じく乾舷の高い艦首から低い艦尾までなだらかに傾斜する平甲板型船体でブリッグ形式の帆走用マストを3本供えていた。水面部が突出した艦首から艦首甲板上に主砲の14cm単装砲が旋回砲架に載せられて並列に2基、船体中央部に防楯の付いた単装砲架で片舷6基ずつ、艦尾側に14cm単装砲が旋回砲架に載せられて1基の計15基である。1番マストと2番マストの間に船橋（ブリッジ）が設けられて中央部に露天の操舵艦橋となっている。船体中央部の1本煙突は「プリモゲ」のみ細身2本煙突であった。煙突の周囲は艦載艇置き場となっており、船体中央部の舷側に2本1組のボート･ダビットが片舷2組の計4組により運用された。後部甲板上に3番マストの順である。

## 同型艦
- ラペルーズ（Laperouse）
- デスタン（D'Estaing）
- ニエリー（Nielly）
- プリモゲ（Primauguet）

## 参考図書
- 「Conway All The World's Fightingships 1860-1905」（Conway）
- 「Conway All The World's Fightingships 1906-1922」（Conway）
- 「世界の艦船増刊第50集　フランス巡洋艦史」(海人社)

## 関連リンク
- French navy construction drawings of the ship "LAPEROUSE, Naval construction plans"[リンク切れ] - 本級の船体形状の設計図があるページ